# Halina Konopacka
Halina Konopacka, née Raszkiewicz, mariée Matuszewska puis Szczerbińska, née le 26 février 1900 à Rawa Mazowiecka (Pologne) et morte le 29 janvier 1989 à Daytona Beach (États-Unis), est une athlète polonaise qui fut championne olympique. 

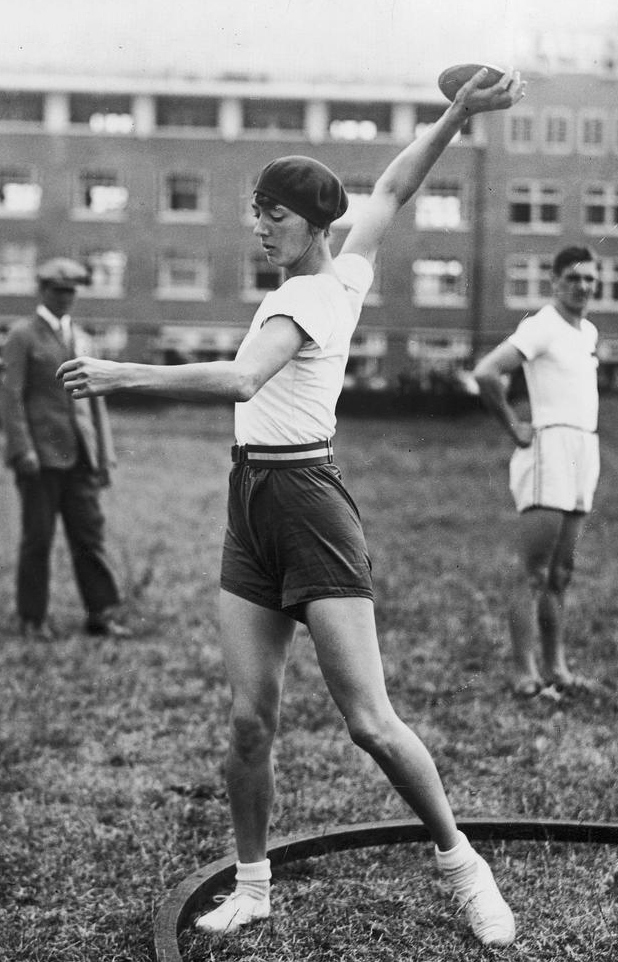
Halina Konopacka aux Jeux olympiques d'Amsterdam en 1928.

## Biographie
Aux Jeux olympiques d'été de 1928 tenus à Amsterdam, elle remporta l'or au lancer du disque, devenant la première championne olympique pour la Pologne. Son lancer victorieux à 39,62 m était également un nouveau record du monde, tous sexes confondus. Celui-ci ne fut battu qu'en 1932 par sa compatriote Jadwiga Wajs.
Halina Konopacka fut désignée plus belle athlète des Jeux d'Amsterdam.
Elle était mariée au diplomate polonais Ignacy Matuszewski.
Héroïne dans son pays, Konopacka remporta encore plus l’affection de son pays durant la Seconde Guerre mondiale, où son action fut essentielle dans le transfert de l’or polonais et autres trésors nationaux vers la France, et en sécurité. Établie aux États-Unis, elle devint écrivaine et y mourut à 88 ans en 1989.

## Palmarès

### Jeux olympiques d'été
- Jeux olympiques d'été de 1928 à Amsterdam ( Pays-Bas)
  -  Médaille d'or au lancer du disque

## Honneurs et distinctions
Halina Konopacka est élue Sportive polonaise de l'année en 1927 et 1928.